# Lee Zeldin

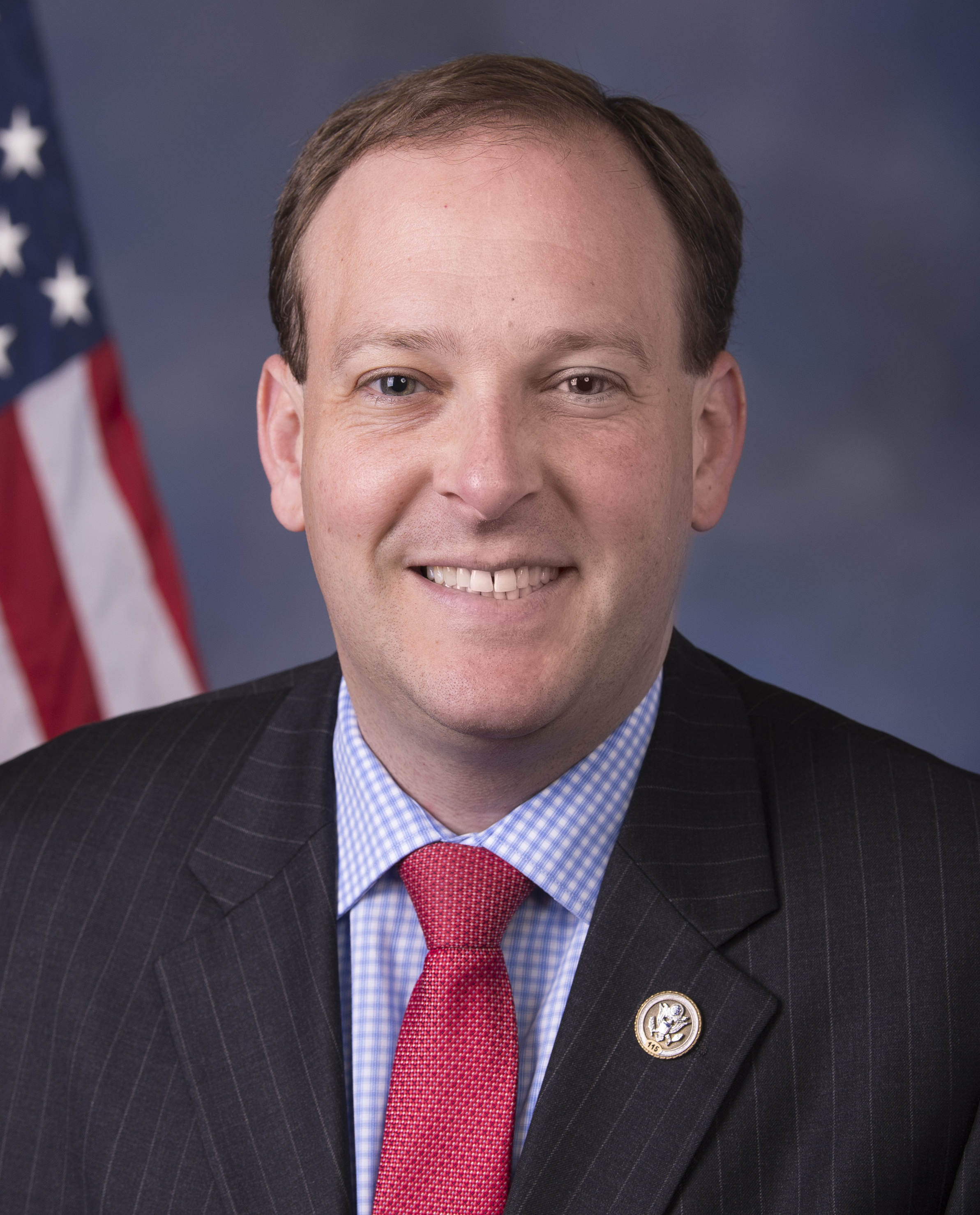
Lee Zeldin (2017)

Lee Michael Zeldin (* 30. Januar 1980 in East Meadow, Nassau County, New York) ist ein US-amerikanischer Politiker. Von Januar 2015  bis Januar 2023 vertrat er den Bundesstaat New York im US-Repräsentantenhaus. Seit dem 30. Januar 2025 ist der Klimaleugner Chef der US-Umweltschutzbehörde Environmental Protection Agency im Kabinett Trump II.

## Werdegang
Im Jahr 1998 absolvierte Lee Zeldin die William Floyd High School in Brookhaven auf Long Island. Danach studierte er bis 2001 an der State University of New York in Albany. Nach einem anschließenden Jurastudium an der Albany Law School wurde er im Jahr 2003 als Rechtsanwalt zugelassen. Zunächst diente er aber zwischen 2003 und 2007 in der United States Army, deren Reserve er bis heute angehört. Er war beim Nachrichtendienst tätig und erreichte den Rang eines Majors. Zwischenzeitlich war er auch im Irakkrieg eingesetzt. Nach seiner aktiven Militärzeit praktizierte er als Anwalt. Politisch schloss er sich der Republikanischen Partei an. Im Jahr 2008 kandidierte er noch erfolglos für den Kongress. Zwischen 2010 und 2014 saß er im Senat von New York.
Bei den Kongresswahlen des Jahres 2014 wurde Zeldin dann im ersten Wahlbezirk von New York in das US-Repräsentantenhaus in Washington, D.C. gewählt, wo er am 3. Januar 2015 die Nachfolge des langjährigen demokratischen Amtsinhabers Tim Bishop antrat, den er bei der Wahl mit 54,4 : 45,6 Prozent der Stimmen geschlagen hatte.
Da er im Jahr 2016 erneut in seinem Amt bestätigt wurde, gehört er auch dem seit dem 3. Januar 2017 zusammentretenden 115. Kongress der Vereinigten Staaten an. Auch in der Wahl 2018 konnte er sich gegen den demokratischen Herausforderer Perry Gershon durchsetzen. Bei der Wahl 2020 konnte er seinen Platz wiederum verteidigen. Seine Legislaturperiode im Repräsentantenhaus des 117. Kongresses lief bis zum 3. Januar 2023.
Im Januar 2020 wurde er Teil des Verteidigungsteams des Weißen Hauses im Amtsenthebungsverfahren gegen Präsident Donald Trump. In dieser Position sollte er die Verteidigung des Präsidenten mit organisieren, aber nicht selbst vor dem Senat sprechen. Während der Anhörungen im Repräsentantenhaus hatte sich Zeldin als beharrlicher Verteidiger Trumps profiliert. Zeldin trat 2022 zur Wahl des Gouverneurs von New York an. Er konnte sich in der Vorwahl am 28. Juni 2022 durchsetzen, um Gouverneurin Kathy Hochul im November herauszufordern. Bei der Gouverneurswahl am 8. November 2022 unterlag er jedoch seiner demokratischen Gegenkandidatin deutlich. Nach der Abwahl des bisherigen republikanischen Sprechers des Repräsentantenhauses Kevin McCarthy am 3. Oktober 2023 wurde eine Neuwahl des Sprechers nötig. Zeldin erhielt in der ersten Abstimmungsrunde am 17. Oktober 2023 drei Stimmen seiner New Yorker republikanischen Parteikollegen Anthony D’Esposito, Nick LaLota und Andrew Garbarino, obwohl er zu diesem Zeitpunkt gar nicht mehr dem Repräsentantenhaus angehörte.

## Leiter der Umweltbehörde EPA
Nach der Präsidentschaftswahl in den Vereinigten Staaten 2024 benannte der gewählte Präsident Donald Trump Zeldin als künftigen Chef der US-Umweltschutzbehörde Environmental Protection Agency. Am 29. Januar 2025 bestätigte der US-Senat seine Ernennung.
Zeldin ist Klimaleugner. Im Juli 2025 kündigte er Schritte an, das "endangerment finding" zu aufzuheben, eine wissenschaftliche Feststellung, dass klimawandelverursachende Treibhausgase öffentliche Gesundheit und Wohlergehen der Bevölkerung gefährden. Über die Aussage besteht ein Wissenschaftlicher Konsens. Das "endangerment finding" ist die Grundlage für viele Klimaschutzmaßnahmen in den USA. Zeldin erklärte, er freue sich, "den Heiligen Gral der Klimawandel-Religion zu beenden" und nannte die Pläne die "größte Deregulierungsmaßnahme in der Geschichte der Vereinigten Staaten". In dem Zusammenhang bestritt Zeldin auch die wissenschaftlichen Grundlage bei der Einführung des "endangerment findings". Zudem erklärte er, während viele Linke Kohlenstoffdioxid als Schadstoff ansähen, sie es vielmehr "notwendig für das Leben". Robert Brulle, ein Wissenschaftler, der sich mit der Verhinderung von Klimaschutz und der Klimawandelleugnung befasst, erklärte, nach seiner "professionellen Meinung" sei Zeldin "ein vollwertiger Klimaleugner". Das Narrativ, dass Kohlendioxid eigentlich gut sei, sei ein altes Argument, das Klimaleugner seit den 1990er Jahren nutzten.

## Privates
Zeldin ist verheiratet, hat zwei Töchter und ist praktizierender Jude.